# Karnisch-julische Kriegszeitung
Die Karnisch-julische Kriegszeitung war eine österreichische Kriegszeitung, die während des Ersten Weltkriegs von 1915 bis 1918 in Klagenfurt und Villach erschien. Ab dem 3. Dezember erschien sie als Kriegszeitung der 10. Armee. Sie führte zeitweise den Nebentitel Nachrichten für unsere Truppen im Felde. Die Zeitung erschien zwei- bis dreimal wöchentlich.